# 越南共和國第1軍

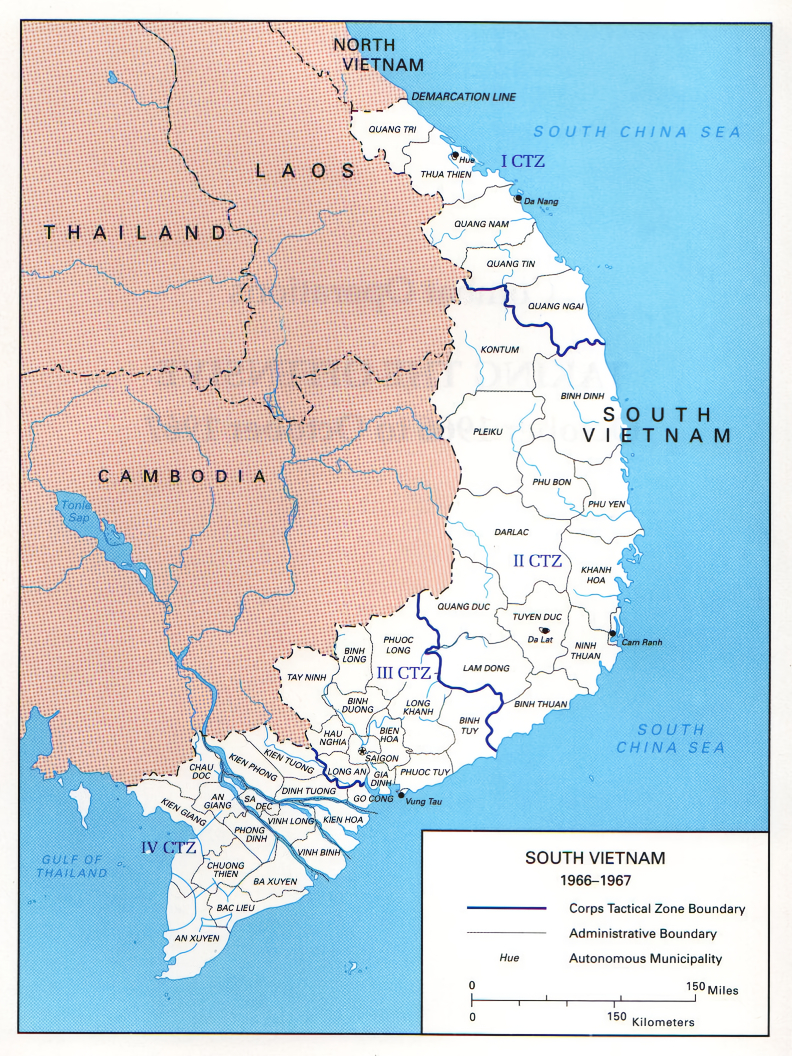
南越各軍區位置示意圖，第1軍區位於最北端

第1軍戰術區，亦稱第1軍或第1軍區，是越南共和國軍（南越軍）4大軍級單位中位置最北方的一個軍區，鄰近與北越交界的越南非軍事區（DMZ）。其轄區內的五個省份包含廣治省（溪生、東河、廣治市）、承天省（富牌、順化）、廣南省（峴港、會安）、廣信省（三岐，朱萊）和廣義省。
越南共和國第1步兵師是該軍的一個下轄單位，在越戰時期曾與美國海軍陸戰隊第3遠征軍及美國陸軍第24軍有過合作。

## 藍山719行動

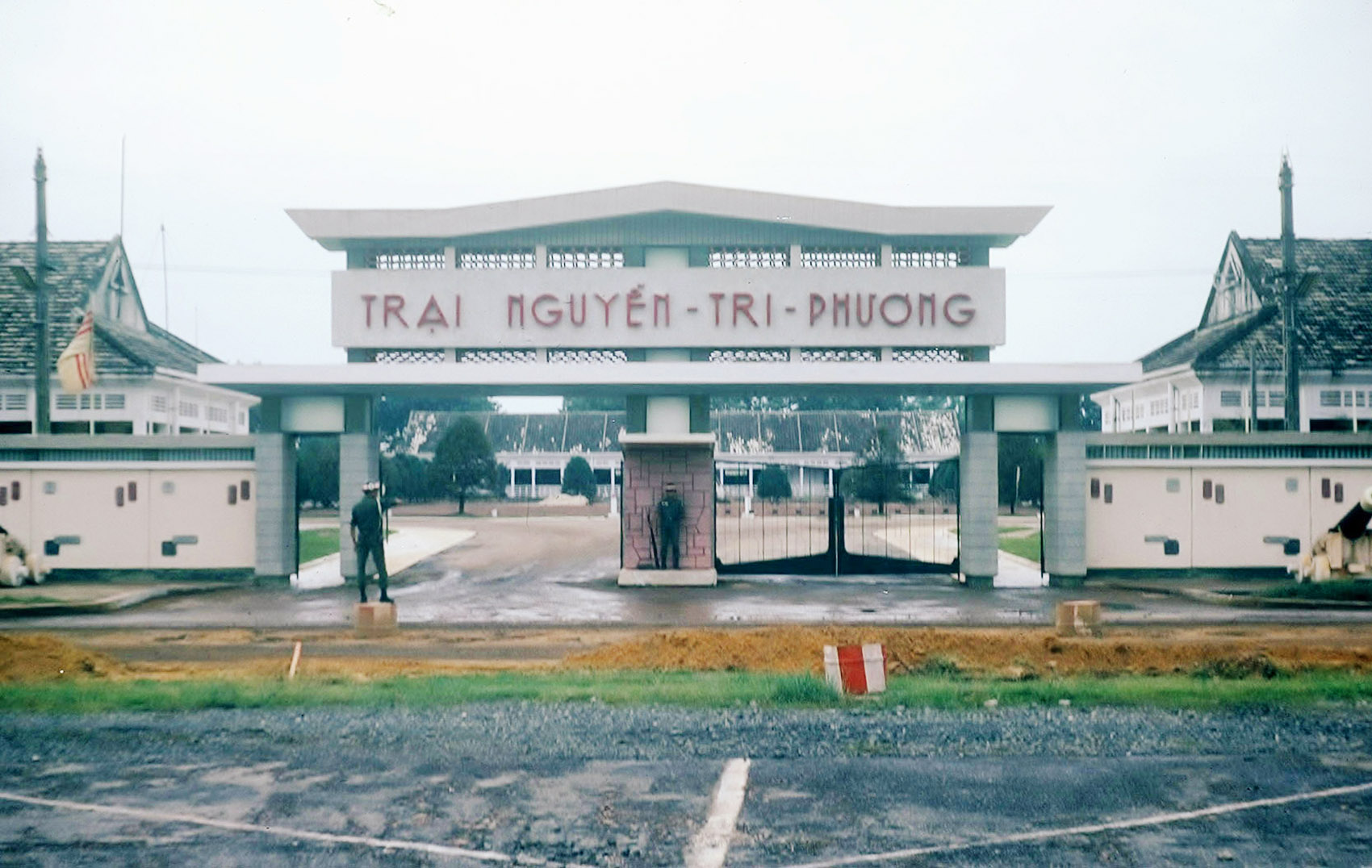
第一軍司令部“阮知方”營地

## 所轄部隊
- 越南共和國第1步兵師
- 越南共和國第2步兵師
- 越南共和國第3步兵師